# Ömlesztett rakomány

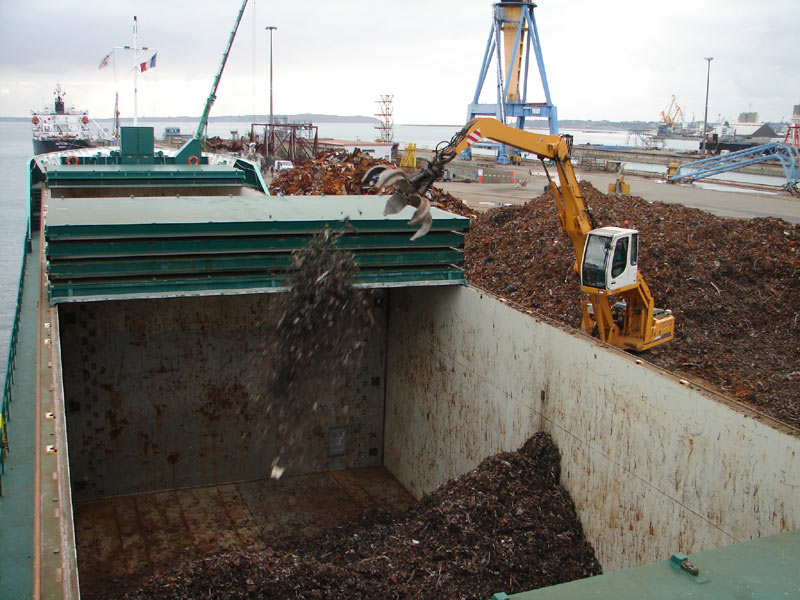
Egy mini uszály vashulladékot vesz fel a franciaországi Brestben

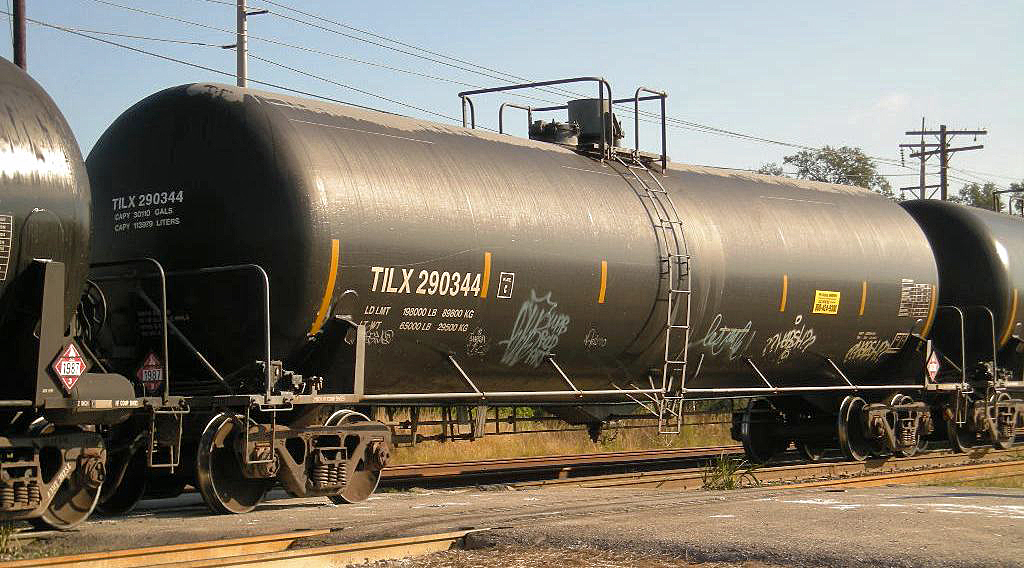
A modern tartálykocsik mindenféle folyékony és gáznemű árut szállítanak

Az ömlesztett rakomány olyan áruféleség, amelyet csomagolatlanul, nagy mennyiségben szállítanak.

## Leírása
Az ömlesztett rakomány lehet folyékony vagy szemcsés, viszonylag kisméretű, szilárd anyagok tömegeként megjelenő anyagra utal, mint például kőolaj/nyersolaj, gabona, szén vagy kavics. Ezt a rakományt általában csővel vagy futószalaggal rakodják egy ömlesztett árut szállító hajó rakterébe, vasúti kocsiba vagy tartálykocsi/ pótkocsi/félpótkocsi felépítményébe. Kisebb mennyiségek dobozolhatók és raklapokra rakhatók; az ilyen módon csomagolt rakományt ömlesztett rakománynak nevezzük. Az ömlesztett rakományt nedves vagy száraz rakománynak minősítik.
A londoni székhelyű Baltic Exchange számos indexet kínál, amelyek az ömlesztett áruk - száraz és nedves - szállításának költségeit hasonlítják össze a tengerek népszerű útvonalain. Ezen indexek némelyikét a Freight Futures, az úgynevezett FFA-k elszámolására is használják. A balti indexek közül a legismertebb a Baltic Dry Indices, közismert nevén a BDI. Ez a Baltic Capesize index (BCI), a Baltic Panamax index (BPI), a Baltic Supramax index (BSI) és a Baltic Handysize index (BHSI) származtatott függvénye. A BDI-t a világgazdaság előrejelzőjeként használják, mivel az országok által importált/exportált nyersanyagok mennyiségének növekedését vagy csökkenését jelzi.

## Száraz

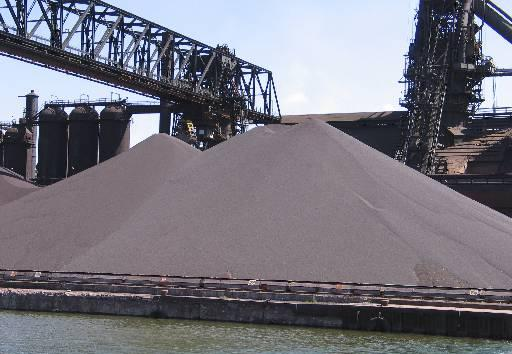
Ezt a halom vasérc pelletet acélgyártásra fogják felhasználni

A száraz ömlesztett áru minden olyan rakomány, amelyet ömlesztve, szilárd formában szállítanak. Az ilyen fuvarozást gyakran "száraz" árufuvarozásnak nevezik.
Ezek közé tartozik:
- Bauxit
- Ömlesztett ásványi anyagok (homok, kavics, réz, mészkő, só).
- Cementek
- Vegyszerek (műtrágya, műanyag granulátum és pellet, gyantapor, műszál)
- Szén és koksz
- Mezőgazdasági termékek, például száraz élelmezési termékek (állatok vagy emberek számára: lucerna pellet, citrus pellet, állati takarmány, liszt, földimogyoró, nyers- vagy finomított cukor, magvak vagy keményítők).
- Gabonafélék (búza, kukorica, rizs, árpa, zab, rozs, cirok, szójabab stb.)
- Vas (vasércek és nemvasércek, vasötvözetek, nyersvas, fémhulladék, pelletált taconit)
- Apríték

## Nedves
A folyékony ömlesztett rakományok közé tartozik minden olyan rakomány, amelyet zárt tartályokban szállítanak és a szállítóhajóba öntenek vagy szivattyúznak, mint például:
- Veszélyes vegyi anyagok folyékony formában
- Kőolaj
- Benzin
- cseppfolyósított földgáz (LNG)
- Folyékony nitrogén
- Étolaj
- Gyümölcslevek
- Gumi
- Növényi olaj

## Galéria

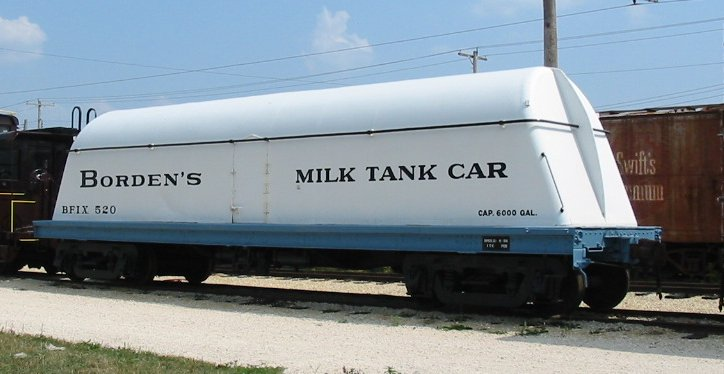
Tejszállító tartálykocsi ömlesztett rakodáshoz.
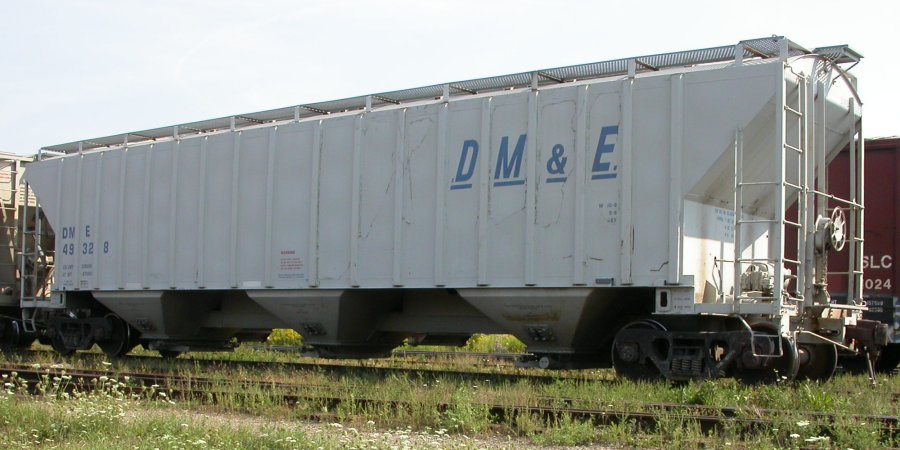
A DME 49328-as számú, a Dakota, Minnesota and Eastern Railroad tulajdonában lévő és általa üzemeltetett fedett tartálykocsi.
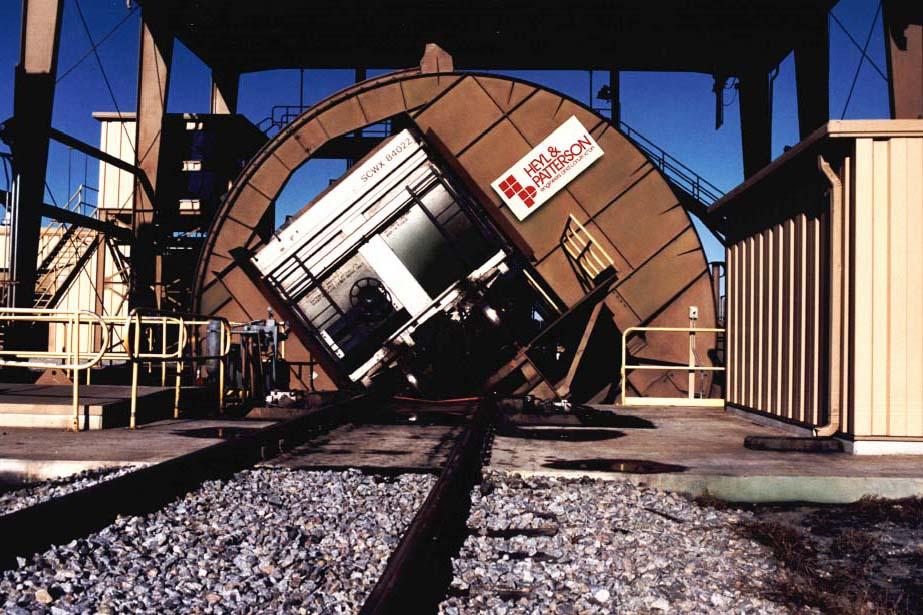
Egy forgó ömlesztettáru-kirakó gép
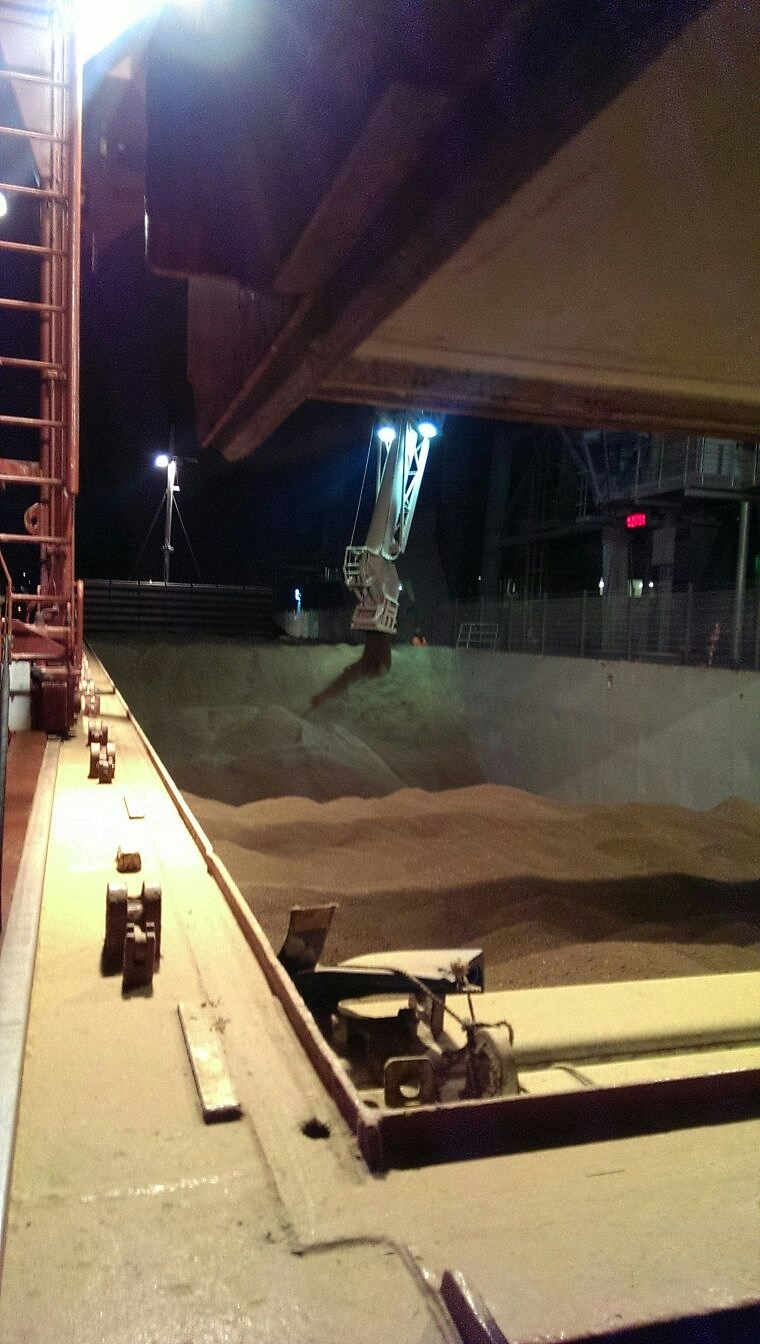
Egy hajó ömlesztett rakodása repcemagliszttel

## Speciális nagy kikötők
- Port Hedland kikötője, Ausztrália
- Rotterdami kikötő
- Vancouver kikötője
- Liverpool kikötője
- Tyne kikötője
- Amszterdami kikötő
- Hamilton kikötő (Kanada)